# Mecopisthes pumilio
Espèce
Mecopisthes pumilio est une espèce d'araignées aranéomorphes de la famille des Linyphiidae.

## Distribution
Cette espèce est endémique de Suisse.

## Publication originale
- Wunderlich, 2008 : Descriptions of new taxa of European dwarf spiders (Araneae: Linyphiidae: Erigonidae). Beiträge zur Araneologie, vol. 5, p. 685-697.